# Iznalloz
Iznalloz és un municipi de la província de Granada. El 2019 tenia 5.134 habitants.

## Història
El municipi va ser poblat en temps remots per un poble ibers, els acatucitans, d'aquí el gentilici aplicat als seus habitants. El topònim actual, Iznalloz, és d'origen àrab i significa castell dels ametllers.
Iznalloz formava part de la línia defensiva del regne de Granada. Després de la guerra, la seva importància comercial i la seva població van augmentar. En el segle xvi es va construir l'Església Parroquial Ntra. Sra. dels Remeis.

## Turisme
El museu micològic en la Sierra Arana i la cova de l'aigua són els seus principals atractius.